# Хазора (район Рудаки)
Хазора (тадж. Ҳазора) — село в районе Рудаки Республики Таджикистан. Входит в состав джамоата (сельской общины) Сарикишти района Рудаки.
Находится недалеко от г. Душанбе, на расстоянии 13 км от райцентра (пгт. Сомониён) и 5 км от центра общины (село Махмадшои-Боло).
Население — 1157 чел. (2017).